# White Town
White Town – brytyjski zespół muzyczny złożony z jednego artysty, Jyoti Prakasha Mishry. Międzynarodową sławę zyskał dzięki przebojowi "Your Woman", wydanemu w 1997 roku, osiągnął on 1. miejsce na brytyjskiej liście przebojów, był także popularny w Hiszpanii, Kanadzie, Australii i innych krajach.
Dźwięki White Town powstają nie tylko pod wpływem różnorodnych gatunków muzycznych, ale także politycznych i społecznych wydarzeń. Artysta ma na swoim koncie wiele minialbumów, m.in. "White Town", "Alain Delon", "Fairweather Friend" czy "Abort, Retry, Fail". W 1997 roku ukazał się album "Women in Technology", a w 2000 kolejny - "Peek and Poke".

## Wczesne dzieciństwo
Jyoti Prakash Mishra urodził się w Rourkela (Indie) 30 lipca 1966, ale wyemigrował do Wielkiej Brytanii ze swoją rodziną, gdy miał 3 lata.

## Kariera muzyczna
Mishra założył swój zespół w 1989. Początkowo miał on jeszcze kilku członków grających na basie, gitarach i perkusji i w 1990 stworzyli swoją pierwszą płytę (sfinansowaną całkowicie przez siebie) "White Town EP" na 7-calowym winylu. Jeszcze jesienią tego samego roku zespół rozpadł się i Mishra postanowił działać samodzielnie.
Po trudnej współpracy z EMI artysta rozwiązał z tą wytwórnią umowę w 1997, po czym wrócił do współpracy z wytwórnią Parasol Records. Jego album "Peek & Poke" wydany w 2000 mimo zebrania dobrych recenzji krytyki nie odniósł komercyjnego sukcesu.

## Dyskografia

### Albumy
| Rok  | Informacje                                                                               | Pozycja | Pozycja | Pozycja        |
| Rok  | Informacje                                                                               | UK      | US      | US Heatseekers |
| ---- | ---------------------------------------------------------------------------------------- | ------- | ------- | -------------- |
| 1994 | Socialism, Sexism & Sexuality - Released: 1994 - Label: Bzangy Records / Parasol Records | —       | —       | —              |
| 1997 | Women in Technology - Released: 25 February 1997 - Label: Chrysalis Records / EMI UK     | 83      | 84      | 4              |
| 2000 | Peek & Poke - Released: May 23, 2000 - Label: Bzangy Groink                              | —       | —       | —              |
| 2006 | Don't Mention the War - Released: October 23, 2006 - Label: Bzangy                       | —       | —       | —              |
| 2011 | Monopole - Released: October 13, 2011 - Label: Bzangy                                    | —       | —       | —              |

### EP
| Year | Information                                                                         |
| ---- | ----------------------------------------------------------------------------------- |
| 1990 | White Town - Released: 1990 - Label: Satya                                          |
| 1991 | Alain Delon - Released: 1991 - Label: Parasol                                       |
| 1992 | Bewitched - Released: 1992 - Label: Parasol                                         |
| 1992 | Fairweather Friend - Released: 1992 - Label: Elefant                                |
| 1996 | >Abort, Retry, Fail?_ - Released: 1996 - Label: Parasol Records / Chrysalis Records |

### Single
| Year | Single           | Peak chart positions | Peak chart positions | Peak chart positions | Peak chart positions | Peak chart positions | Peak chart positions | Peak chart positions | Peak chart positions | Peak chart positions | Peak chart positions | Certifications (sales thresholds) | Album                 |
| Year | Single           | UK (ang.)            | AUS                  | CAN                  | FRA                  | GER                  | IRE                  | NL                   | NZ                   | SWE                  | U.S.                 | Certifications (sales thresholds) | Album                 |
| ---- | ---------------- | -------------------- | -------------------- | -------------------- | -------------------- | -------------------- | -------------------- | -------------------- | -------------------- | -------------------- | -------------------- | --------------------------------- | --------------------- |
| 1990 | "Darley Abbey"   | —                    | —                    | —                    | —                    | —                    | —                    | —                    | —                    | —                    | —                    |                                   | Singles only          |
| 1991 | "All She Said"   | —                    | —                    | —                    | —                    | —                    | —                    | —                    | —                    | —                    | —                    |                                   | Singles only          |
| 1997 | "Your Woman"     | 1                    | 2                    | 4                    | 5                    | 24                   | 5                    | 21                   | 5                    | 10                   | 23                   |                                   | Women in Technology   |
| 1997 | "Undressed"      | 57                   | —                    | —                    | —                    | —                    | —                    | —                    | —                    | —                    | —                    |                                   | Women in Technology   |
| 1998 | "Another Lover"  | —                    | —                    | —                    | —                    | —                    | —                    | —                    | —                    | —                    | —                    |                                   |                       |
| 2006 | "A New Surprise" | —                    | —                    | —                    | —                    | —                    | —                    | —                    | —                    | —                    | —                    |                                   | Don't Mention the War |